# NGC 2039
NGC 2039 este o galaxie situată în constelația Orion. A fost descoperită în 19 ianuarie 1828 de către John Herschel.